# Joe Armstrong (datavetare)
Joseph Leslie Armstrong, född 27 december 1950 i Bournemouth i England, död 20 april 2019 i Stockholm, var en brittisk datavetare känd för forskning på feltoleranta distribuerade system. Han är mest känd som upphovsman till programspråket Erlang. 

## Biografi
Armstrong avlade doktorsexamen i datavetenskap vid Kungliga Tekniska Högskolan (KTH) i Stockholm 2003 med avhandlingen Making reliable distributed systems in the presence of software errors. Han var professor vid KTH från 2014. Hans vetenskapliga publicering har (2022) drygt 4 000 citeringar och ett h-index på 16.

### Död
Armstrong avled den 20 april 2019 av lungfibros.